# Stoßtrupp 1917
Stoßtrupp 1917 – niemiecki propagandowy film wojenny z 1934 roku, na podstawie powieści Hansa Zöberleina.

## Fabuła
Film przedstawia codzienne życie niemieckich szturmowców na froncie zachodnim I wojny światowej i ich udział w bitwach pod Cambrai i Aisne oraz we Flandrii. W swoim czasie film był ogromnym sukcesem kasowym, a oglądalność sięgała milionów widzów. Oryginalne rolki i materiał filmowy długo uważano za zaginione. Dzięki pomocy Bundesfilmarchiv i prywatnych kolekcjonerów film zrekonstruowano oraz stworzono pełną wersję obrazu i dźwięku, jednocześnie usuwając fragmenty volkistowskie i nazistowskie. 
Film powstał na podstawie książki Der Glaube an Deutschland z 1931 roku, autorstwa Hansa Zöberleina, który opublikował swoje przeżycia z czasów I wojny światowej w formie powieści. W książce tej opisał swoją służbę wojenną w sposób bardzo realistyczny i obrazowy, używając języka nazistowskiego. Książka szybko stała się bestsellerem. Sprzedano ponad 800 000 egzemplarzy.